# Only Through the Pain
Only Through the Pain é o terceiro álbum de estúdio da banda de rock americana Trapt, lançado em 5 de agosto de 2008 através de Allen Kovac e Nikki Sixx Eleven Seven Music. 
O primeiro single do álbum, "Who's Going Home With You Tonight?" seria liberado antes do tempo como conteúdo descarregável para o jogo de vídeo Rock Band em 1 de julho de 2008. O segundo e último da obra foi "Contagious".

## Lista
1. "Wasteland" (Chris Taylor Brown, Dave Bassett) – 3:45
2. "Who's Going Home With You Tonight?" (Brown) – 3:35
3. "Contagious" (Brown, Bassett) – 4:23
4. "Black Rose" (Brown, Adam Malka) – 4:41
5. "Ready When You Are" (Brown) – 4:57
6. "Forget About the Rain" (Brown, Charell, Montgomery, Ormandy) – 3:28
7. "Cover Up" (Brown, Charell, Montgomery, Ormandy) – 3:45
8. "Only One in Color" (Brown) – 4:18
9. "Wherever She Goes" (Brown) – 3:42
10. "Curiosity Kills" (Brown, Charell, Montgomery, Ormandy) – 4:21
11. "The Last Tear" (Brown, Charell, Montgomery, Ormandy) – 4:15

## Membros

### Trapt
- Chris Brown - vocal, guitarra rítmica
- Simon Ormandy - guitarra líder
- Pete Charell - baixo
- Aaron 'Monty' Montgomery - bateria, percussão